# Maxime Teixeira
Maxime Teixeira (La Rochelle, 18 gennaio 1989) è un ex tennista francese.

## Statistiche

### Tornei minori

#### Singolare

##### Vittorie (5)
| Legenda tornei minori |
| Challenger (1)        |
| Futures (4)           |

| Numero | Data              | Torneo                                         | Superficie  | Avversario in finale | Punteggio        |
| 1.     | 18 luglio 2010    | Trofeul Municipiului Iași, Iași                | Terra rossa | Gleb Sakharov        | 6-2, 6-3         |
| 2.     | 1º agosto 2010    | Trofeul Ion Tiriac, Arad                       | Terra rossa | Kristijan Mesaros    | 7-5, 6-2         |
| 3.     | 19 settembre 2010 | Morocco Casablanca Futures, Casablanca         | Terra rossa | Florian Reynet       | 6-1, 6-3         |
| 4.     | 19 settembre 2010 | Open De Bagnoles De L'Orne, Bagnoles-de-l'Orne | Terra rossa | Jonathan Eysseric    | 7–6(4), 3–6, 6–2 |
| 4.     | 3 aprile 2011     | Open Prévadiès Saint-Brieuc, Saint-Brieuc      | Terra rossa | Benoît Paire         | 6–3, 6–0         |

##### Finali perse (4)
| Legenda tornei minori |
| Challenger (2)        |
| Futures (2)           |

| Numero | Data          | Torneo                                   | Superficie  | Avversario in finale | Punteggio        |
| 1.     | 21 marzo 2010 | Turkey Antalya Futures, Antalia          | Terra rossa | Pavol Červenák       | 1-6, 3-6         |
| 2.     | 8 agosto 2010 | BRD Futures Cup, Bucarest                | Terra rossa | Andrei Mlendea       | 3-6, 3-6         |
| 3.     | 27 marzo 2011 | Morocco Tennis Tour Marrakech, Marrakech | Terra rossa | Rui Machado          | 3-6, 7–6(7), 4-6 |
| 4.     | 4 marzo 2012  | Challenger La Manche, Cherbourg          | Cemento     | Josselin Ouanna      | 3-6, 2-6         |